# Krystyna Szumilas
Krystyna Maria Szumilas, née le 28 juin 1956 à Knurów, est une femme politique polonaise, membre de la Plate-forme civique (PO). Elle est ministre de l'Éducation nationale entre novembre 2011 et novembre 2013.

## Biographie

### Formation et vie professionnelle
Elle commence à enseigner les mathématiques en 1975 dans une école primaire de Knurów, mais n'obtient son diplôme que huit ans plus tard, à la faculté de mathématiques, sciences physiques et chimie de l'université de Silésie à Katowice.

### Engagement politique
Élue au conseil municipal de Knurów en 1990, elle renonce un an plus tard à son activité professionnelle. En 1998, elle entre à l'assemblée du powiat de Gliwice.
Elle appartient initialement à l'Union pour la liberté (UW), mais elle rejoint la Plate-forme civique lors de sa fondation, en 2001. Au cours des élections législatives du 23 septembre suivant, elle postule dans la circonscription de Gliwice. Elle y totalise 5 136 votes préférentiels et assure ainsi son élection à la Diète.
Aux élections législatives du 25 septembre 2005, elle remporte 16 105 suffrages de préférence, ce qui constitue le meilleur résultat de la circonscription. À l'ouverture de la législature, elle prend la présidence de la commission parlementaire de l'Éducation, de la Science et de la Jeunesse. Elle intègre le « cabinet fantôme » de la PO, coordonné par Jan Rokita, le 13 janvier 2006, étant chargée de l'Éducation et de la Science.
Elle remporte un nouveau mandat à l'occasion des élections législatives anticipées du 21 octobre 2007, avec un total de 27 100 voix préférentielles. Elle devient secrétaire d'État au ministère de l'Éducation nationale le 20 novembre. Elle est réélue députée lors des élections législatives du 9 octobre 2011, engrangeant 42 200 votes préférentiels, soit le résultat le plus élevé dans la circonscription.
Krystyna Szumilas est nommée ministre de l'Éducation nationale le 18 novembre suivant, dans le second gouvernement du libéral Donald Tusk. Lors du remaniement du 27 novembre 2013, elle est remplacée par Joanna Kluzik-Rostkowska. Elle se présente, six mois plus tard, aux élections européennes du 25 mai 2014 dans la circonscription de Katowice, où la PO emporte trois sièges. Elle ne réalise toutefois que le quatrième score avec 9 021 votes préférentiels.
Pour les élections législatives du 25 octobre 2015, elle se postule de nouveau à Gliwice. Elle y obtient un nouveau mandat, avec 14 533 suffrages de préférence.